# Breakdown (singel Mariah Carey)
Breakdown – piosenka napisana przez Mariah Carey i Steviego J. na siódmy album Carey Butterfly. Została wyprodukowana przez Carey, Steviego J. i Puff Daddy'ego. Piosenka nagrana wspólnie z Bone Thugs-n-Harmony.

## Kulisy i recenzje
Breakdown, była jedną z pierwszych piosenek w rytmie hip-hop w dyskografii Carey. Wielu krytyków było zaskoczonych, gdy skontaktowała się z Bone Thugs-n-Harmony, aby nagrać piosenkę, bo na początku była bardziej skoncentrowana na muzyce pop i adult contemporary. Carey powiedziała wtedy: "Powiedziałam Bone Thugs n' Harmony, że chcę coś z nimi nagrać. Ich reakcja to było coś, jak 'Okay...?'. Myślę, że zaszokowałam ludzi swoimi pomysłami, ale wierzę, że osiągnęło to sukces."
Slant Magazine nazwał Breakdown piosenką, w której tekst jest tak prosty i oczywisty, jakby był 'goły'. To była jej wyższość elegancji i hip-hop-soulowego stylu". W swojej recenzji, Billboard magazine nazwał ją "niegodziwą, zaraźliwą piosenką", a Allmusic powiedział, że "należy do jej najlepszych." LA Weekly zauważył, że Breakdown "pokazał elementy charakterystyczne dla nowo milenijnego R&B — mocny śpiew, rap, tekst o złamanym sercu — i zrobił coś, czego inne piosenki nie dokonały, odbył podróż do miejsca, gdzie muzyka i śpiew dochodzą czystych uczuć" i nazwali to "wzniosłym nagraniem" i "i jednym z najlepszych nagrań R&B całej dekady."
Od jego wydania jest ulubioną piosenką fanów i Bone Thugs-n-Harmony. Carey skomentował w 2006 roku w wywiadzie dla MTV Overdrive, że  Breakdown razem z innymi piosenkami z Butterfly, były jednymi z jej ulubionych.

## Wydanie
1997 roku w Stanach Zjednoczonych i w Australii na początku 1998 roku został wydany jako singel, ale w odróżnieniu od amerykańskiej, australijski został wydany komercyjnie. Natomiast w Europie w zamian wydano The Roof. Z powodu trwającego konfliktu z wytwórnią i słabej promocji Breakdown osiągnął średni sukces spędzając trzy tygodnie w pierwszej czterdziestce. Remix, The Mo' Thugs Remix był promowany w amerykańskich stacjach radiowych i zadebiutował na liście Hot R&B/Hip-Hop Airplay w październiku 1997, mimo tego nie postanowiono go wydać komercyjnie w USA aż do czasu wydania kolejnego singla. W kwietniu 1998 pojawił się podwójny singel dzięki, któremu znalazł się w pierwszej piątce "Hot R&B/Hip-Hop Songs" jako My All/Breakdown, jednak niezależnie znalazł się w pierwszej czterdziestce list Hot R&B/Hip-Hop Airplay i Rhythmic Top 40.

## Teledysk
Teledysk został nakręcony przez samą artystkę w asyście Diane Martel w marcu 1998. Mariah wcieliła się w role "casino girl", tancerki kabaretowej, kowbojki i "Lucky Charm".

## Remixografia
Wersja Special Radio Version była stworzona dla rozgłośni radiowych w Australii i została pozbawiona w całości części rapu. Piosenka zaczyna się, tak jak w oryginalne – od śpiewu ptaków, który na albumie nachodzi na Fourth of July.
Breakdown
1. Album Version 04:43
2. Special Radio Version 03:28
3. Radio Edit 04:16
4. The Mo' Thugs Remix 04:59

## Singel
Singel tylko w Australii został wydany jako komercyjny, a w USA tylko dla rozgłośni radiowych. W ramach promocji w Australii wydano singel VHS zawierający teledysk piosenki. Jedna z wersji CD singla różni się okładką – nie pojawił się tytuł singla.
- Australia 5″ CD #SAMP 1033

1. Breakdown (Special Radio Version)

- Australia 5″ CD #665531 2, MC #665531 8

1. Breakdown (Radio Edit)
2. Breakdown (The Mo' Thugs Remix)
3. Breakdown (Album Version)
4. Honey (Morales Club Dub)
5. Honey (Mo' Honey Dub)

- USA 5″ CD #CSK 3996

1. Breakdown (The Mo' Thugs Remix)
2. Breakdown (Radio Edit)
3. Breakdown (Album Version)

## Pozycje na listach przebojów
| Lista (1998)                                 | Najwyższa pozycja |
| -------------------------------------------- | ----------------- |
| Australian ARIA Singles Chart                | 38                |
| U.S. ARC Weekly Top 40                       | 15                |
| U.S. Billboard Hot 100 Airplay               | 53                |
| U.S. Billboard Hot R&B/Hip-Hop Singles Sales | 1                 |
| U.S. Billboard Hot R&B/Hip-Hop Songs         | 41                |
| U.S. Billboard Hot R&B/Hip-Hop Airplay       | 13                |
| U.S. Billboard Rhythmic Top 40               | 18                |

1 "My All"/"Breakdown".